# Curse of the Crimson Altar
Curse of the Crimson Altar és una pel·lícula de terror britànica de 1968 dirigida per Vernon Sewell i protagonitzada per Christopher Lee, Boris Karloff, Barbara Steele i Mark Eden. La pel·lícula va ser produïda per Louis M. Heyward per a Tigon British Film Productions. La pel·lícula va ser editada i estrenada com The Crimson Cult als Estats Units. El guió dels escriptors de Doctor Who Mervyn Haisman i Henry Lincoln, es basava (sense acreditar) en el conte "The Dreams in the Witch House" de H. P. Lovecraft. Aquesta pel·lícula també va incloure una de les darreres aparicions cinematogràfiques de la superestrella de terror Karloff.
La pel·lícula es va estrenar a Anglaterra el desembre de 1968, després es va estrenar a Los Angeles el 15 d'abril de 1970 en una doble sessió amb Horror House protagonitzada per Frankie Avalon. Més tard es va publicar als Estats Units l'11 de novembre de 1970, en una doble sessió amb Count Yorga, Vampire.

## Sinopsi de la trama
El comerciant d'antiguitats Robert Manning (Eden) busca el seu germà, que va ser vist per darrera vegada quuan va visitar la casa remota de Craxted Lodge a Greymarsh, la ciutat ancestral de la seva família. En arribar a la nit, descobreix que hi ha una festa en curs, i l'Eve (Wetherell), la neboda del propietari de la casa, el convida a quedar-se. El seu son és inquiet i els estranys somnis de sacrifici ritual el molesten. Preguntant pel seu germà, Peter, el propietari de la casa, Morley (Lee), li assegura que l'home no hi és. Les sospites de Manning són despertades per al·lucinacions de malson. L'expert en ocultisme professor Marsh (Karloff) informa a Manning sobre un culte a la bruixeria liderat per l'avantpassat de Morley, Lavinia (Steele). Amb l'ajuda del vicari es descobreix que el culte encara està actiu. En un esforç per matar tant a Robert com a la moderna i justa Lavinia, Morley incendia Craxted Lodge però queda atrapat al terrat. En realitat és el cap del culte, la bruixa ancestral Lavinia, que, rient-se dels espectadors, es consumeix entre les flames.

## Repartiment
- Christopher Lee – Morley
- Boris Karloff – Professor John Marsh
- Mark Eden – Robert Manning
- Barbara Steele – Lavinia Morley
- Michael Gough – Ancià
- Virginia Wetherell – Eve Morley
- Rosemarie Reede – Esther
- Derek Tansley – Jutge
- Michael Warren – xofer
- Ron Pember – Treballador de gasolinera
- Denys Peek – Peter Manning
- Rupert Davies – El vicari

## Producció
La casa utilitzada per a Craxted Lodge és Grim's Dyke, l'antiga casa suposadament embruixada de William S. Gilbert, situada a Old Redding, Harrow Weald, Middlesex, Londres. L'edifici, que ara és un hotel, s'utilitzava tant per a fotografies exteriors com interiors.

## Recepció crítica
Roger Greenspun de The New York Times va escriure: "El mateix Karloff, cadavèric i gairebé completament paralitzat, actua amb una lucidesa tranquil·la d'una bellesa tan gran que és un gaudi només escoltar-lo parlar. Res més a The Crimson Cult s'acosta a ell, tot i que hi ha Barbara Steele en cara verda interpretant a Lavinia, una glamurosa de 300 anys i un repartiment monumental que inclou no menys de noies de set festes, a més de diverses verges de sacrifici." Variety va escriure que com a una de les imatges finals de Karloff, "hauria estat bé que hagués estat un paper millor. Tal com és, és una repetició totalment descarada d'una fórmula amb la qual s'ha identificat Karloff al llarg dels anys." Kevin Thomas de Los Angeles Times va anomenar la pel·lícula "una delícia per als aficionats al terror, amb Karloff en plena forma malgrat les debilitats de l'edat." The Monthly Film Bulletin va escriure que, a part d'una festa salvatge i una mica d'exposició del pit d'una dona en un llit, "aquest és un dels horrors més coixos i domèstics en molt de temps, amb el guió coixejant com un thriller desfavorit d'Agatha Christie a través d'hectàrees de diàlegs sinistres possibles mentre l'heroi guapo investiga sense parar i Karloff i Christopher Lee donen sentit ple."